# Lav, vještica i ormar
Lav, vještica i ormar (engl. The Lion, the Witch and the Wardrobe) prvi je i najpoznatiji roman iz serije "Narnijske kronike", sjevernoirskog pisca C. S. Lewisa, izdan 1950. godine.

## Radnja
Glavni su likovi četvoro djece, braća Edmund i Peter te sestre Lucy i Susan. Priča započinje kada se djeca jednog dana igraju u staroj kući skrivača. Najmlađa Lucy uđe u jedan stari ormar koji je odvede u drugu zemlju, imenom Narnija, u kojoj vlada bijela čarobnica Jadis zbog koje vječno traje zima. Uz pomoć fauna Tumnusa, dabrova i lava Aslana djeca uspijevaju pobijediti zlu čarobnicu. Nakon nekoliko godina djeca odrastaju i postaju kraljevi Narnije, posve zaboravivši na stvarni svijet. No jednoga dana loveći bijelog jelena po šumi u nadi da će im donijeti sreću, izgube se i ponovno se vrate u svoj svijet, gdje shvate da vrijeme drugačije prolazi, tj. iako su izbivali godinama, u njihovom su svijetu prošle samo sekunde.